# René Duverger
René André Duverger (ur. 30 stycznia 1911 w Paryżu, zm. 16 sierpnia 1983 w Caen) – francuski sztangista. Złoty medalista olimpijski z Los Angeles.
Startował w wadze lekkiej (do 67.5 kg). Brał udział w dwóch igrzyskach (IO 32, IO 36). W 1932 odniósł największy sukces w karierze, zwyciężając - wyprzedził Austriaka Hansa Haasa i Włocha
Gastone Pieriniego. Stawał na podium mistrzostw Europy, był mistrzem Francji w 1930, 1931, 1932, 1933, 1934, 1936, 1937, 1943, 1944 i 1945.